# 카즈라키노미코
카즈라키노미코(일본어: 葛城 皇子 かずらきのみこ/かずらきのおうじ/かつらぎのみこ/かつらぎのおうじ[*], 생몰년 미상)는 아스카 시대의 황족이다. 고사기에는 카즈라키노미코(葛城王)라는 표기도 있다.

## 계보ㆍ약력
긴메이 천황의 황자이고, 어머니는 소가노 이나메의 딸인 오아네노키미이다. 동복형제자매로는 우마라키노미코 (茨城皇子), 아나호베노하시히토노히메미코 (穴穂部間人皇女, 요메이 천황의 황후, 우마야토노미코(厩戸皇子)의 어머니), 아나호베노미코 (穴穂部皇子), 하츠세베노미코 (泊瀬部皇子, 스슌 천황)이 있다. 공적은 전해지지 않고 있다. 후에, 요메이 천황 붕어 후, 황위 계승자 후보에 들지 않은 것으로 보아, 그 이전에 사망했을 가능성이 크다.

## 같이 보기
- 아스카 시대 이전의 인물 목록